# Dolmen von Kervehennec
Die beiden Dolmen von Kervehennec, der Mané-Han und der Petit Kerambel, liegen nördlich der Straße D781 und von Saint-Philibert im Département Morbihan in der Bretagne in Frankreich. Dolmen ist in Frankreich der Oberbegriff für neolithische Megalithanlagen aller Art (siehe: Französische Nomenklatur).

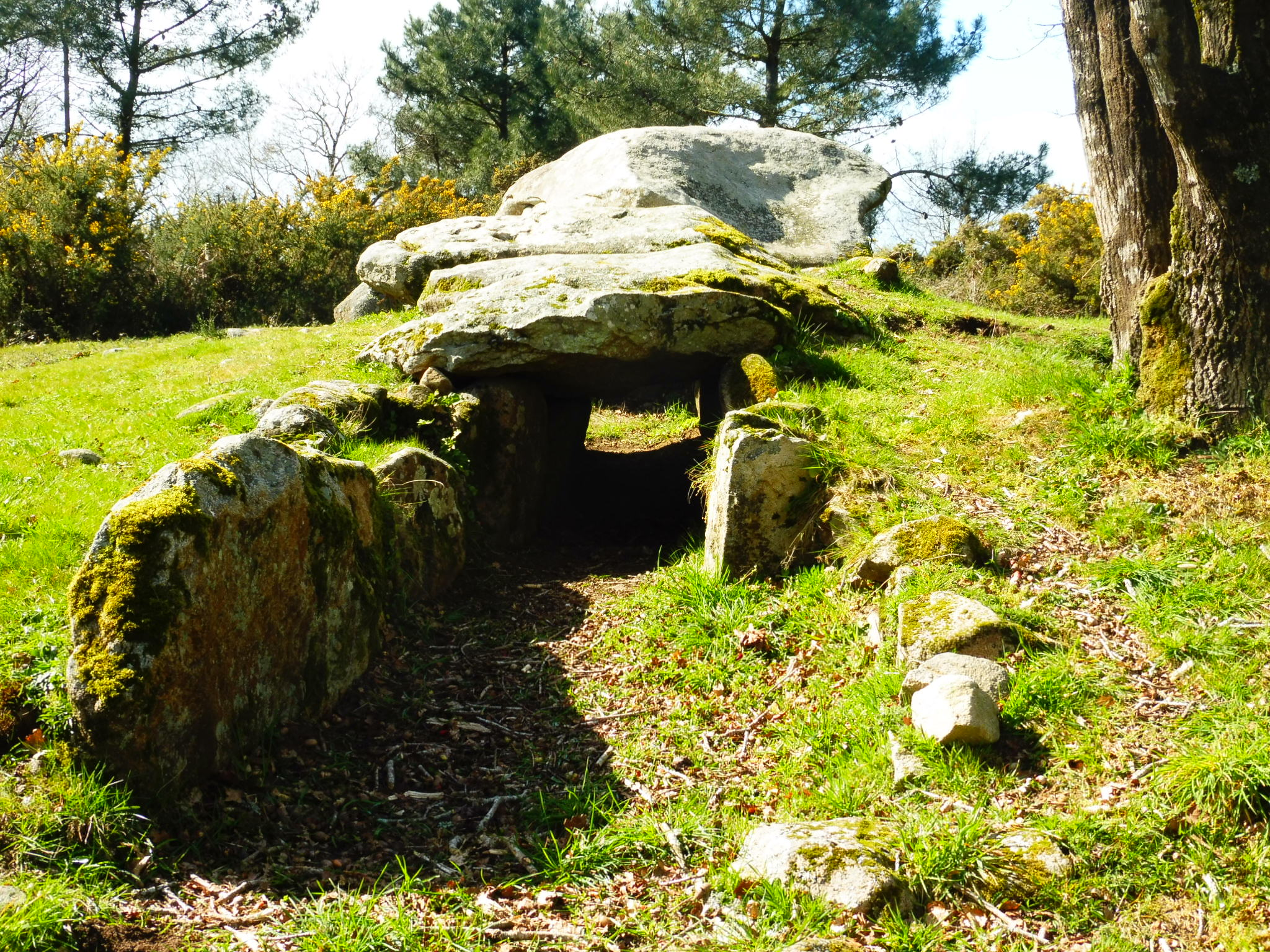
Dolmen von Kerambel

## Dolmen Mané-Han
Der Dolmen von Mané-Han liegt hinter dem Bauernhof Kervehennic. Es sind die Reste eines Dolmens unbekannten Typs aus Granit, der auf einem kleinen Hügel noch weitgehend in seinem Tumulus liegt. Erhalten bzw. sichtbar sind der etwa 3,0 × 2,0 Meter messende Deckstein und ein paar umherliegende Stützsteine.

## Dolmen du Petit Kerambel

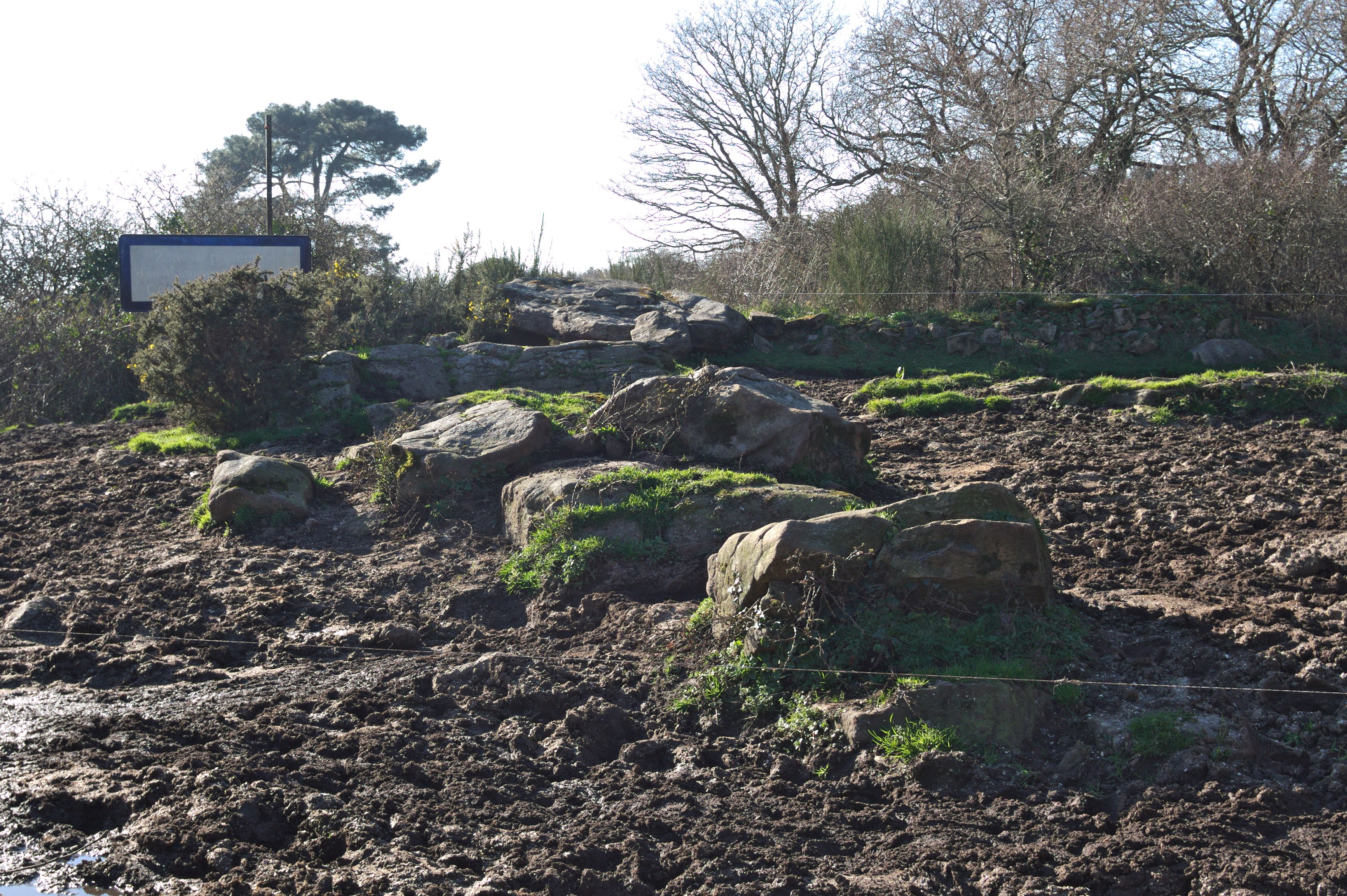
Le Petit Kerambel

Der Dolmen du Petit Kerambel befindet sich östlich des Mané-Han an einem Ort namens Kerambel. Er ist ein von der Vegetation bedeckter Gangdolmen (französisch Dolmen à couleur), dessen weitgehend erhaltene Basis teilweise in seinem Tumulus liegt. Die Deckplatten sind weitgehend in situ.
Der Dolmen ist seit 1927 als Monument historique eingestuft.
In der Nähe liegt der Dolmen von Kerran.